# Heilige-Familiekerk (Venlo)
De Heilige Familiekerk is een kerkgebouw in de Nederlandse stad Venlo in de gelijknamige gemeente. De monumentale kerk staat de wijk Hogekamp ten oosten van de Venlose binnenstad, aan het kruispunt van de Belletablestraat met de Hertog Reinoudsingel.
Deze kerk is vernoemd naar de Aartsbroederschap van de Heilige Familie, welke in 1844 in Luik is opgericht door Henri Belletable. Voor de kerk, op een driehoekig pleintje, staat een standbeeld van de stichter van de broederschap, gemaakt in 1938 door Piet Verdonk.

## Geschiedenis
In 1939 werd de kerk gebouwd naar het ontwerp van de architecten Alexander Kropholler en Frans Stoks en werd opgetrokken in traditionalistische stijl met invloeden van neogotiek en expressionisme.

## Bouwwerk
De kerk ligt in een vrijwel zuid/noord-richting en heeft een hoog en breed middenschip, met smalle lagere zijbeuken. De toren is niet traditioneel aan de westzijde gebouwd, maar aan de zuidzijde tegen het schip. Dit is tevens de ingang tot de kerk. Aan de zijde van de apsis bevindt zich een uitbouw die wordt gebruikt als sacristie. De architectuur is een mengeling van een aantal bouwstijlen. Hoofdzakelijk is de kerk gebouwd in de stijl van het traditionalisme, met verder invloeden van zowel neogotiek als expressionisme.

### Exterieur
De gehele kerk is opgetrokken uit zowel baksteen als natuursteen. Aan west- en oostzijde van het schip bevinden zich spitsboogvensters met daarin glas in lood verwerkt. Ook de houten deuren zijn vervaardigd in spitsboogvorm. De kerk wordt afgedekt met zadeldaken van Hollandse pannen.
De ingang bestaat uit een terugliggend portaal met dubbele, met smeedijzer beslagen, houten deur. Aan de bovenzijde hiervan bevindt zich een stervorm in natuursteen, met aan weerszijden de tekst "Stella Duce". Stella duce betekent onder leiding van de ster, de wapenspreuk van de bisschop van Roermond, monseigneur Lemmens. (Hij was bisschop van 1932 - 1958.) Deze bisschop was een groot Mariavereerder, in het bijzonder had hij een grote verering voor Maria als "de Sterre der Zee".
Aan de zuidzijde van de toren, in het midden, bevindt zich de tekst Wij Moeten Glorieeren In 'T Kruis Des Heeren. Daarboven bevindt zich een klein venster. De toren heeft een ingesnoerde naaldspits, die wordt bekroond met een smeedijzeren kruis. Links van de toren bevindt zich een doopkapel die is afgedekt met een schilddak met Hollandse pannen. Zowel de linker- als de rechterzijgevel heeft een breedte van zes traveeën tussen uitgebouwde steunberen 

### Interieur
De tot dagkapel omgevormde doopkapel heeft een bakstenen gewelf in schoonmetselwerk. Het plafond van het middenschip heeft houten spanten. In de achterwand bevindt zich een dubbele deur die naar de toren leidt. Tussen het middenschip en de zijbeuken bevinden zich spitsboogvormige doorgangen, die rusten op natuurstenen kolommen. Voor het priesterkoor bevindt zich een dubbele hoge spitsboog. De doopvont bij het priesterkoor wordt bedekt door een koperen deksel. Het altaar is van geaderd wit marmer.